# Down the Road Wherever Tour
Il Down the Road Wherever Tour è stato una tournée del chitarrista e cantautore britannico Mark Knopfler, che ha avuto luogo dal 25 aprile 2019 al 25 settembre 2019.

## Formazione
- Mark Knopfler – voce e chitarra
- Richard Bennett – chitarra, bouzouki e pedal steel guitar
- Glenn Worf – basso, contrabbasso e cori
- Guy Fletcher – tastiere, chitarra e cori
- Jim Cox – pianoforte e fisarmonica
- Michael McGoldrick – flauto, uillean pipes, tin whistle, chitarra, strumenti a percussione e cori
- John McCusker – violino, cetera, tin whistle, chitarra, strumenti a percussione e cori
- Graeme Blevins – sassofono e cori
- Tom Walsh – tromba e cori
- Danny Cummings – strumenti a percussione e cori
- Ian Thomas – batteria

## Concerti
Europa
1. 25 aprile 2019 – Palau Sant Jordi, Barcellona,  Spagna
2. 26 aprile 2019 – Arena, Valencia,  Spagna
3. 28 aprile 2019 – Palazzetto dello sport, Madrid,  Spagna
4. 29 aprile 2019 – Arena, Cordova,  Spagna
5. 30 aprile 2019 – Altice Arena, Lisbona,  Portogallo
6. 3 maggio 2019 – Coliseum, La Coruña,  Spagna
7. 5 maggio 2019 – Navarra Arena, Pamplona,  Spagna
8. 6 maggio 2019 – Arkea Arena, Bordeaux,  Francia
9. 7 maggio 2019 – Zénith Métropole, Tolosa,  Francia
10. 9 maggio 2019 – Hallenstadion, Zurigo,  Svizzera
11. 10 maggio 2019 – Mediolanum Forum, Milano,  Italia
12. 12 maggio 2019 – Zénith Europe, Strasburgo,  Francia
13. 13 maggio 2019 – Lanxess Arena, Colonia,  Germania
14. 15 maggio 2019 – Mercedes-Benz Arena, Berlino,  Germania
15. 16 maggio 2019 – TUI Arena, Hannover,  Germania
16. 18 maggio 2019 – First Direct Arena, Leeds,  Regno Unito
17. 19 maggio 2019 – Metro Radio Arena, Newcastle upon Tyne,  Regno Unito
18. 21 maggio 2019 – Royal Albert Hall, Londra,  Regno Unito
19. 22 maggio 2019 – Royal Albert Hall, Londra,  Regno Unito
20. 24 maggio 2019 – 3Arena, Dublino,  Irlanda
21. 26 maggio 2019 – The SSE Hydro, Glasgow,  Regno Unito
22. 28 maggio 2019 – The O2 Arena, Londra,  Regno Unito
23. 29 maggio 2019 – Arena, Manchester,  Regno Unito
24. 30 maggio 2019 – Genting Arena, Birmingham,  Regno Unito
25. 7 giugno 2019 – SBM Arena, Ålesund,  Norvegia
26. 8 giugno 2019 – Bergenhus Festning Plenen, Bergen,  Norvegia
27. 9 giugno 2019 – Spektrum, Oslo,  Norvegia
28. 11 giugno 2019 – Ericsson Globe, Stoccolma,  Svezia
29. 12 giugno 2019 – Scandinavium, Gotemburgo,  Svezia
30. 13 giugno 2019 – Jyske Bank Boxen, Herning,  Danimarca
31. 15 giugno 2019 – Royal Arena, Copenaghen,  Danimarca
32. 17 giugno 2019 – AccorHotels Arena, Parigi,  Francia
33. 19 giugno 2019 – Halle Tony Garnier, Lione,  Francia
34. 20 giugno 2019 – Rockhal, Lussemburgo,  Lussemburgo
35. 22 giugno 2019 – Sportpaleis, Anversa,  Belgio
36. 23 giugno 2019 – Ziggo Dome, Amsterdam,  Paesi Bassi
37. 25 giugno 2019 – Barclaycard Arena, Amburgo,  Germania
38. 26 giugno 2019 – O2 Arena, Praga,  Rep. Ceca
39. 28 giugno 2019 – Wiener Stadthalle, Vienna,  Austria
40. 29 giugno 2019 – Arena Stozice, Lubiana,  Slovenia
41. 1º luglio 2019 – König-Pilsner Arena, Oberhausen,  Germania
42. 2 luglio 2019 – Hanns-Martin-Schleyer-Halle, Stoccarda,  Germania
43. 3 luglio 2019 – St Peter at Sunset Fest Stozice, Kestenholz,  Svizzera
44. 5 luglio 2019 – Arena, Lipsia,  Germania
45. 6 luglio 2019 – SAP Arena, Mannheim,  Germania
46. 7 luglio 2019 – Olympiahalle, Monaco di Baviera,  Germania
47. 9 luglio 2019 – Budapest Arena, Budapest,  Ungheria
48. 10 luglio 2019 – Tauron Arena, Cracovia,  Polonia
49. 11 luglio 2019 – Ergo Arena / Castle, Danzica,  Polonia
50. 13 luglio 2019 – Piazza Napoleone (Lucca Summer Festival), Lucca,  Italia
51. 14 luglio 2019 – Stade des Burgondes, Saint-Julien-en-Genevois,  Francia
52. 15 luglio 2019 – Arena di Nîmes, Nîmes,  Francia
53. 17 luglio 2019 – Palazzina di caccia di Stupinigi, Nichelino,  Italia
54. 18 luglio 2019 – Arena della Regina, Cattolica,  Italia
55. 20 luglio 2019 – Terme di Caracalla, Roma,  Italia
56. 21 luglio 2019 – Terme di Caracalla, Roma,  Italia
57. 22 luglio 2019 – Arena di Verona, Verona,  Italia

America del Nord
1. 16 agosto 2019 – Grand Theater at Foxwoods Resort Casino, Ledyard,  Stati Uniti
2. 17 agosto 2019 – The Met Philadelphia, Filadelfia,  Stati Uniti
3. 18 agosto 2019 – Wolf Trap National Park for the Performing Arts, Vienna,  Stati Uniti
4. 20 agosto 2019 – Beacon Theatre, New York,  Stati Uniti
5. 21 agosto 2019 – Beacon Theatre, New York,  Stati Uniti
6. 23 agosto 2019 – Blue Hills Bank Pavilion, Boston,  Stati Uniti
7. 24 agosto 2019 – Salle Wilfrid-Pelletier, Montréal,  Canada
8. 25 agosto 2019 – Sony Centre for the Performing Arts, Toronto,  Canada
9. 27 agosto 2019 – Old National Centre – Murat Theatre, Indianapolis,  Stati Uniti
10. 28 agosto 2019 – Arvest Bank Theatre at The Midland, Kansas City,  Stati Uniti
11. 30 agosto 2019 – Orpheum Theatre, Minneapolis,  Stati Uniti
12. 31 agosto 2019 – Riverside Theater, Milwaukee,  Stati Uniti
13. 1º settembre 2019 – Chicago Theatre, Chicago,  Stati Uniti
14. 3 settembre 2019 – Ryman Auditorium, Nashville,  Stati Uniti
15. 4 settembre 2019 – State Bank Amphitheatre, Atlanta,  Stati Uniti
16. 6 settembre 2019 – Smart Financial Centre, Sugar Land,  Stati Uniti
17. 7 settembre 2019 – The Moody Theater, Austin,  Stati Uniti
18. 8 settembre 2019 – Verizon Theatre, Grand Prairie,  Stati Uniti
19. 10 settembre 2019 – Red Rocks Amphitheater, Morrison,  Stati Uniti
20. 11 settembre 2019 – Red Butte Garden Amphitheatre, Salt Lake City,  Stati Uniti
21. 13 settembre 2019 – Keller Auditorium, Portland,  Stati Uniti
22. 14 settembre 2019 – Chateau Ste. Michelle Winery, Woodinville,  Stati Uniti
23. 15 settembre 2019 – Chateau Ste. Michelle Winery, Woodinville,  Stati Uniti
24. 16 settembre 2019 – Orpheum Theatre, Vancouver,  Canada
25. 18 settembre 2019 – The Greek Theatre, Berkeley,  Stati Uniti
26. 20 settembre 2019 – Keller Auditorium, Santa Barbara,  Stati Uniti
27. 21 settembre 2019 – Comerica Theatre, Phoenix,  Stati Uniti
28. 22 settembre 2019 – Greek Theatre, Los Angeles,  Stati Uniti
29. 25 settembre 2019 – Madison Square Garden, New York,  Stati Uniti

## Scaletta
Secondo i dati forniti dal sito web specializzato setlist.fm, la seguente è stata la «scaletta media» del Down the Road Wherever Tour:
1. Why Aye Man
2. Corned Beef City
3. Sailing to Philadelphia
4. Once Upon a Time in the West
5. Romeo and Juliet
6. My Bacon Roll
7. Matchstick Man
8. Done with Bonaparte
9. Heart Full of Holes
10. She's Gone
11. Your Latest Trick
12. Postcards from Paraguay
13. On Every Street
14. Speedway at Nazareth
15. Money for Nothing
16. Going Home: Theme of the Local Hero

Fra le canzoni suonate nel corso della tournée si annoverano anche i seguenti brani:
- Brothers in Arms
- Nobody Does That
- Piper to the End
- Silvertown Blues
- So Far Away
- Telegraph Road
- Wherever I Go (duetto con Bonnie Raitt)